# 圣巴泰勒米领地委员会
圣巴泰勒米领地议会（法語：Conseil territorial de Saint-Barthélemy）是法国海外行政区域圣巴泰勒米的立法机关。圣巴泰勒米领地议会由19位议员组成。圣巴泰勒米领地议会执行委员会由主席主持，还有四位副主席和其他两名顾问。